# Marc Antoine Front de Beaupoil, marquis de Lanmary
Marc Antoine Front de Beaupoil, marquis de Lanmary, född 1689, död 1749, fransk diplomat. Han var Frankrikes sändebud i Sverige 1741-1749.       
Han rekryterade under sin tid i Sverige Hedvig Taube, som han gav en juvelbesatt förgylld servis i utbyte mot hennes stöd för den franske kandidaten i det svenska tronföljarvalet 1743.